# 유강 (한회희후)
유강(劉康, ? ~ ?)은 전한의 제후로, 조경숙왕의 후손이다.

## 행적
아버지 유장의 뒤를 이어 한회후(邯會侯)에 봉해졌다.
시호를 희(釐)라 하였고, 작위는 아들 유중이 이었다.

## 출전
- 반고, 《한서》 권15상 왕자후표 上

| 선대 아버지 한회원후 유장 | 전한의 한회후 ? ~ ? | 후대 아들 한회절후 유중 |